# Золпидем

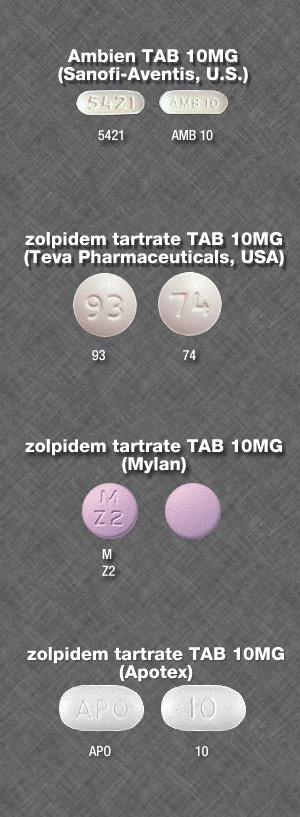
zolpidem различных фирм

Золпидем (Zolpidem, N,N,6-Триметил-2-(4-метилфенил)имидазоло[1,2-a]пиридин-3-ацетамид, в виде тартрата) — снотворное лекарственное средство из группы имидазопиридинов, используется в составе многих современных снотворных препаратов. По эффективности аналог бензодиазепинов, имеет очень короткий период полураспада (около 2 часов) и не является источником фармакологически активных метаболитов. Быстро поглощается организмом, максимальная концентрация в плазме достигается примерно через два часа.
В настоящее время наиболее распространённое снотворное в США и в Европе, известное за рубежом под множеством различных коммерческих названий: Adormix, Ambien, Edluar, Damixan, Hypnogen, Ivedal, Lioran, Myslee, Nytamel, Sanval, Stilnoct, Stilnox, Sucedal, Zoldem, Zolnod и Zolpihexal.

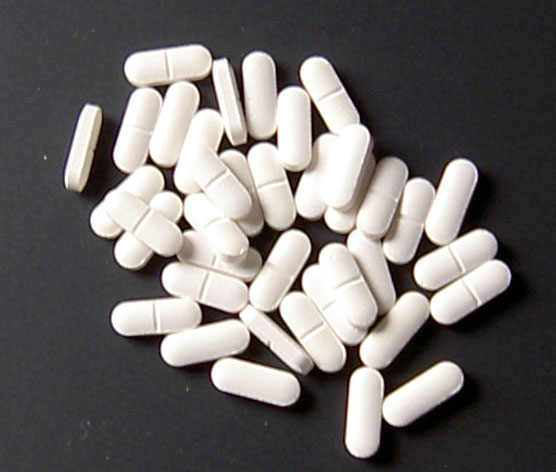
Таблетки «Ambien»

Есть сообщения о парадоксальном действии золпидема на больных в состоянии минимального сознания, при котором люди осознаю́т окружающее, но не могут двигаться и говорить. У некоторых таких больных после применения золпидема отмечалось временное восстановление двигательной активности вплоть до возможности говорить, есть и ходить.

## История
Золпидем был синтезирован для краткосрочного (обычно от двух до шести недель) лечения бессонницы. Лекарство исследовалось в течение 180 дней в 1991 году, в 1992 году были опубликованы результаты исследования итоговый отчёт был опубликован в 1993 году.
ВВС США использует золпидем в качестве одного из утверждённых успокоительных, известных как «No Go Pills». Препарат используют для помощи пилотам и специальному персоналу в достижении полноценного сна перед выполнением заданий. Применение золпидема военнослужащими требует специального разрешения, которое выдаётся на использование лекарств в оперативной обстановке.

## Показания
Лечение бессонницы, носящей ситуационный и переходящий характер, включая частые пробуждения от сна и трудности с засыпанием.

## Фармакологические свойства
Препарат по фармакологической активности близок бензодиазепинам и обладает миорелаксирующим, анксиолитическим, седативным, снотворным, амнестическим и противосудорожным эффектами.
Действие препарата основано на специфическом агонизме с центральными омега-рецепторами (бензодиазепиновыми рецепторами I и II типа) — макромолекулярными ГАМК-рецепторными комплексами, вызывающими открытие нейрональных анионных каналов для хлора.
Взаимодействие с центральными бензодиазепиновыми рецепторами I типа (омега-1) происходит селективно, что делает седативное действие заметным при меньших дозах, чем необходимо для достижения других (миорелаксирующих, анксиолитических, амнестических) эффектов.
Сокращает время засыпания и снижает число ночных пробуждений, продлевает длительность сна и повышает его качество. Продолжительность II стадии сна и глубокого сна III и IV стадий увеличивается, отсутствует влияние на длительность фазы быстрого сна.

## Фармакокинетика
При терапевтических дозах фармакокинетика остаётся линейной.
После приёма внутрь биодоступность составляет около 70 %, максимальная плазменная концентрация 92 % наступает через 0,5—3 часа после приёма.
Препарат не индуцирует ферменты печени.

## Побочные эффекты
Самыми частыми побочными эффектами золпидема являются сонливость (5%), головокружение (5%), головная боль (3%), желудочно-кишечные расстройства (4%). От 15% до 20% пациентов, принимающих этот препарат, испытывают проблемы с памятью, жалуются на ночные кошмары, спутанность сознания. Зарегистрированы отдельные случаи сенсорных нарушений и психотических симптомов при приёме золпидема. В частности, могут развиваться бред, галлюцинации, искажение сенсорного восприятия. Амнезия, включая ассоциированную со сном булимию, чаще наблюдается при использовании этого препарата, чем при использовании триазолама.
У пациентов, принимающих золпидем, следует отслеживать наличие побочных реакций, поскольку применение золпидема может быть потенциальным провоцирующим фактором в случаях, когда наблюдается нехарактерное для пациента беспричинное насилие, которое может сопровождаться психозом, амнезией и растерянностью.
Риск развития побочных эффектов при применении золпидема повышают следующие факторы: женский пол, преклонный возраст, приём золпидема в дозе 10 мг и выше, одновременное применение селективных ингибиторов обратного захвата серотонина.

## Привыкание и зависимость
Установлено, что длительное применение золпидема может вызвать привыкание и зависимость. Рекомендуется использовать лекарство только в течение коротких промежутков времени, применяя самые низкие эффективные дозы. Исследования на животных показали, что грызуны имеют меньшую толерантность к золпидему, чем к бензодиазепинам, но у приматов толерантность к золпидему сравнима с бензодиазепинами. У некоторых людей привыкание может развиться в течение нескольких недель. Прекращение приёма препарата после длительного его применения может вызвать судороги или другие последствия, особенно если он использовался в течение длительного времени и при высоких дозах.
Для снятия физической зависимости от золпидема обычно используют постепенное снижение дозы в течение месяца, с тем чтобы свести к минимуму симптомы отмены, которые могут напоминать отмену бензодиазепинов.
Алкоголь усиливает действие препарата, действуя так же, как с бензодиазепинами. По этой причине алкоголизм приводит к повышенному риску физической зависимости от золпидема. Кроме того, существует возможность развития психологической зависимости от золпидема.